# Смарида
Смарида (Spicara) — рід риб родини Центракантові (Centracanthidae), ряду окунеподібних (Perciformes). Біля берегів України зустрічаються два види: смарида смугаста Spicara maena і смарида звичайна Spicara smaris.

## Види
Містить 8 видів:
- Spicara alta
- Spicara australis
- Spicara axillaris
- Spicara maena — Смарида смугаста
- Spicara martinicus
- Spicara melanurus
- Spicara nigricauda
- Spicara smaris — Смарида звичайна